# Ilès Ziane Cherif
Ilès Ziane Cherif (sinh ngày 7 tháng 4 năm 1984 ở Saïda) là một cầu thủ bóng đá người Algérie. Hiện tại anh thi đấu cho USM El Harrach ở Giải bóng đá hạng nhất quốc gia Algérie.
Ngày 5 tháng 4 năm 2008 anh được triệu tập vào đội tuyển quốc gia Algérie A' thi đấu trước USM Blida ngày 11 tháng 4.

## Thống kê
| Thành tích câu lạc bộ       | Thành tích câu lạc bộ | Thành tích câu lạc bộ  | Giải vô địch | Giải vô địch | Cúp                 | Cúp                 | Châu lục      | Châu lục      | Tổng | Tổng |
| --------------------------- | --------------------- | ---------------------- | ------------ | ------------ | ------------------- | ------------------- | ------------- | ------------- | ---- | ---- |
| Câu lạc bộ !\| Giải vô địch | Số trận               | Bàn thắng              | Số trận      | Bàn thắng    | Số trận             | Bàn thắng           | Số trận       | Bàn thắng     |      |      |
| Algérie                     | Algérie               | Algérie                | Giải vô địch | Giải vô địch | Cúp bóng đá Algérie | Cúp bóng đá Algérie | Cúp Liên đoàn | Cúp Liên đoàn | Tổng | Tổng |
| 2009–10                     | ASO Chlef             | Championnat National 1 | 27           | 2            | 2                   | 0                   | -             | -             | 29   | 2    |
| 2010–11                     | USM Alger             | Ligue 1                | 3            | 0            | 0                   | 0                   | -             | -             | 3    | 0    |
| 2010–11                     | Olympique de Médéa    | Ligue 2                | 3            | 0            | 0                   | 0                   | -             | -             | 3    | 0    |
| Tổng                        | Algérie               | Algérie                | -            | -            | -                   | -                   | -             | -             | -    | -    |
| Tổng cộng sự nghiệp         | Tổng cộng sự nghiệp   | Tổng cộng sự nghiệp    | -            | -            | -                   | -                   | -             | -             | -    | -    |